# Detective Conan: Zero's Tea Time
Detecive Conan: Zero's Tea Time (名探偵コナン ゼロの日常?, Meitantei Konan: Zero no Tī Taimu) è un manga scritto e disegnato da Takahiro Arai. È uno spin-off del manga Detective Conan di Gōshō Aoyama, con Aoyama che supervisiona il progetto, ed è incentrato sul personaggio di Tooru Amuro.
La prima parte della storia è stata serializzata sulla rivista Weekly Shōnen Sunday di Shōgakukan da maggio 2018 a maggio 2022. Un adattamento televisivo anime in sei episodi di TMS Entertainment è stato trasmesso da aprile a maggio 2022.

## Personaggi
Rei Furuya (降谷 零?, Furuya Rei)
Doppiato da: Tōru Furuya (ed. giapponese), Paolo Carenzo (ed. italiana)
Ha tre facce: protegge il Giappone come Rei Furuya della polizia della pubblica sicurezza, lavora al Caffè Poirot e come apprendista detective di Kogoro Mori come "Tooru Amuro" e si infiltra anche in un'organizzazione di uomini in  nero con il nome in codice "Bourbon".
Azusa Enomoto (榎本 梓?, Enomoto Azusa)
Doppiata da: Mikiko Enomoto (ed. giapponese), Vanessa Lonardelli (ed. italiana)
Lavora presso la caffetteria Poirot, situata al piano di sotto della Agenzia Investigativa Mori. Collega di lavoro di Amuro.
Midori Kuriyama (栗山 緑?, Kuriyama Midori)
Doppiata da: Asako Dodo (ed. giapponese), Elena Mancuso (ed. italiana)
La segretaria dell'avvocato Eri Kisaki, che gestisce lo studio legale di Kisaki.
Yuya Kazami (風見 裕也?, Kazami Yūya)
Doppiato da: Nobuo Tobita (ed. giapponese), Roberto Palermo (ed. italiana)
Un agente del Dipartimento di Pubblica Sicurezza del Dipartimento di Polizia Metropolitana di Tokyo. Lavora sodo per assistere Furuya in qualità di suo braccio destro.
Haro (ハロ?)
Doppiato da: Megumi Han
Un cane randagio apparso all'improvviso davanti ad Amuro.

## Media

### Manga
Detective Conan: Zero's Tea Time è scritto e illustrato da Takahiro Arai e supervisionato da Gōshō Aoyama. La prima parte della storia è stata pubblicata sulla rivista Weekly Shōnen Sunday di Shōgakukan dal 9 maggio 2018 al 25 maggio 2022. I capitoli del manga sono stati pubblicati solo quando la serie principale di Aoyama Detective Conan è in pausa. Shogakukan ha raccolto i capitoli in volumi tankōbon. Il primo volume è stato pubblicato l'8 agosto 2018. Al 17 giugno 2022 sono stati pubblicati sei volumi, per un totale di 60 capitoli.
Shogakukan Asia ha concesso in licenza il manga per l'uscita in lingua inglese nel sud-est asiatico nel gennaio 2019. L'edizione italiana è pubblicata da Star Comics dal 24 febbraio 2021. La traduzione dei testi è curata da Rie Zushi, mentre il lettering è realizzato da Lorenzo Armaroli.

#### Volumi
| Nº | Data di prima pubblicazione | Data di prima pubblicazione | Data di prima pubblicazione | Data di prima pubblicazione |
| Nº | Giapponese                  | Giapponese                  | Italiano                    | Italiano                    |
| -- | --------------------------- | --------------------------- | --------------------------- | --------------------------- |
| 1  | 8 agosto 2018               | ISBN 978-4-09-128536-2      | 24 febbraio 2021            | ISBN 978-88-226-2148-1      |
| 2  | 8 ottobre 2018              | ISBN 978-4-09-128638-3      | 21 aprile 2021              | ISBN 978-88-226-2208-2      |
| 3  | 10 aprile 2019              | ISBN 978-4-09-128884-4      | 23 giugno 2021              | ISBN 978-88-226-2280-8      |
| 4  | 18 novembre 2019            | ISBN 978-4-09-129497-5      | 25 agosto 2021              | ISBN 978-88-226-2429-1      |
| 5  | 18 ottobre 2021             | ISBN 978-4-09-850803-7      | 21 settembre 2022           | ISBN 978-88-226-3464-1      |
| 6  | 17 giugno 2022              | ISBN 978-4-09-851175-4      | 21 giugno 2023              | ISBN 978-88-226-4088-8      |

### Anime

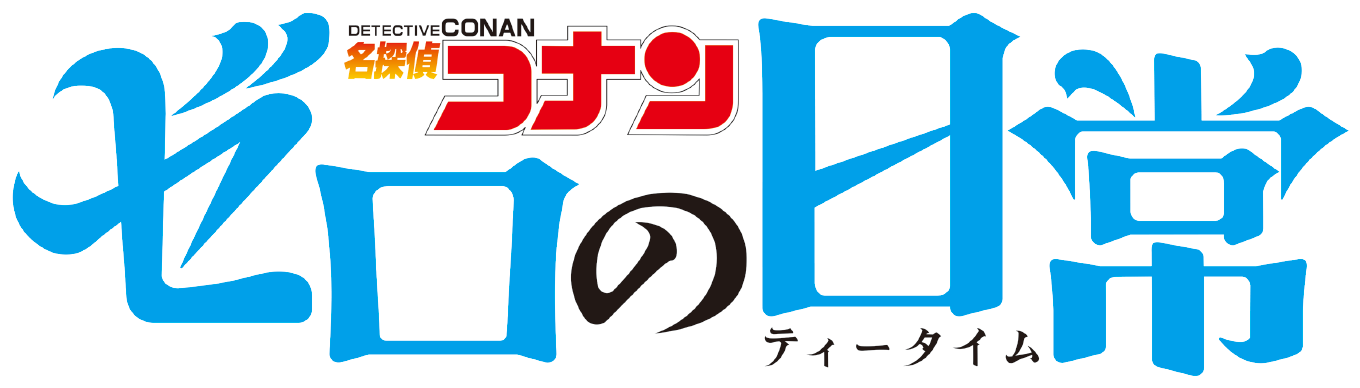
Logo della serie

Una serie televisiva anime tratta dal manga è andata in onda in Giappone dal 5 aprile al 10 maggio 2022 su Tokyo MX, Yomiuri TV e BS-4. È stata distribuita in tutto il mondo su Netflix il 29 luglio 2022. Il doppiaggio italiano è stato curato da Nexus TV di Milano sotto la direzione di Edoardo Lomazzi. L'adattamento dei dialoghi dell'edizione italiana è stato realizzato da Laura Cherubelli. La versione italiana, a differenza di quella originale, cambia i doppiatori di tutti i personaggi già apparsi nella serie principale Detective Conan (Tooru Amuro ad esempio passa da Andrea Oldani a Paolo Carenzo).

#### Episodi
| Nº | Titolo italiano Giapponese 「Kanji」 - Rōmaji | In onda        | In onda        |
| Nº | Titolo italiano Giapponese 「Kanji」 - Rōmaji | Giapponese     | Italiano       |
| 1  | ORA.1 「TIME.１」                             | 5 aprile 2022  | 29 luglio 2022 |
| 2  | ORA.2 「TIME.２」                             | 12 aprile 2022 | 29 luglio 2022 |
| 3  | ORA.3 「TIME.３」                             | 19 aprile 2022 | 29 luglio 2022 |
| 4  | ORA.4 「TIME.４」                             | 26 aprile 2022 | 29 luglio 2022 |
| 5  | ORA.5 「TIME.５」                             | 3 maggio 2022  | 29 luglio 2022 |
| 6  | ORA.6 「TIME.６」                             | 10 maggio 2022 | 29 luglio 2022 |